# Sonoluminescència
La sonoluminescència és un fenomen físic caracteritzat per l'emissió de llum en líquids sotmesos a ultrasons. Segons la teoria més acceptada, l'ultrasò genera cavitats (bombolles) que col·lapsen ràpidament. En el col·lapse, es generen temperatures molt elevades que poden arribar als 30.000 graus Celsius.

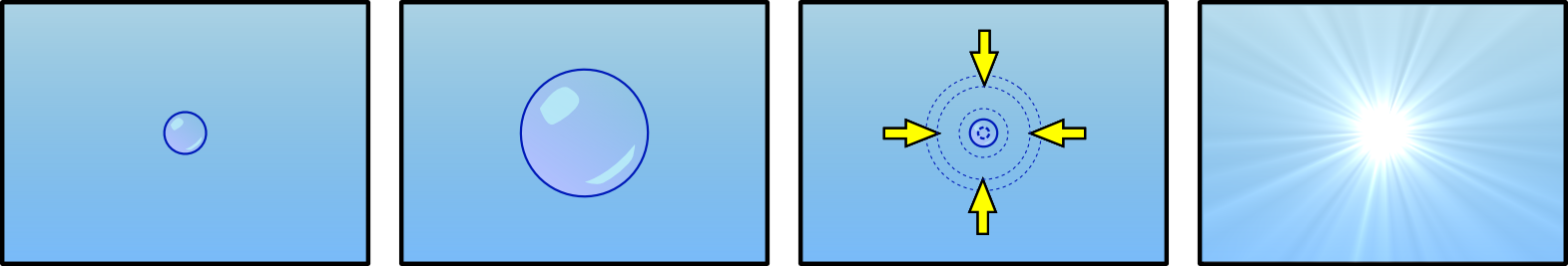
Esquema del fenomen de sonoluminiscència. D'esquerra a dreta: aparició d'una bombolla, expansió lenta, contracció ràpida i emissió de llum